# Wendelenhuis
Het Wendelenhuis is een huis aan Ridderstraat 13- 15 te Herk-de-Stad.
Op deze plaats zou eens het geboortehuis van astronoom, jurist en priester Govaert Wendelen (1580 – 1667) hebben gestaan dat na een stadsbrand vernietigd werd. Nadien werd het dubbelhuis Trapkes op gebouwd. Hier was vóór de Tweede Wereldoorlog een houtzagerij gevestigd. Vanaf 1951 was er het Amandinacollege gevestigd. In 1988 werd het door de Gemeente aangekocht en verhuurd aan het Vlaams Woningfonds van de Grote gezinnen, dat het huis heeft verbouwd tot twee sociale woningen. Bij het verstrijken van de huurtermijn besliste het gemeentebestuur in 2013 om het pand te verkopen.
In 2016 besliste de Herkse gemeenteraad om het Wendelenhuis toe te wijzen aan de hoogste bieder. Deze heeft de intentie om de cultuurhistorische waarde van het pand in ere te herstellen.